# هنرستان موسیقی پراگ

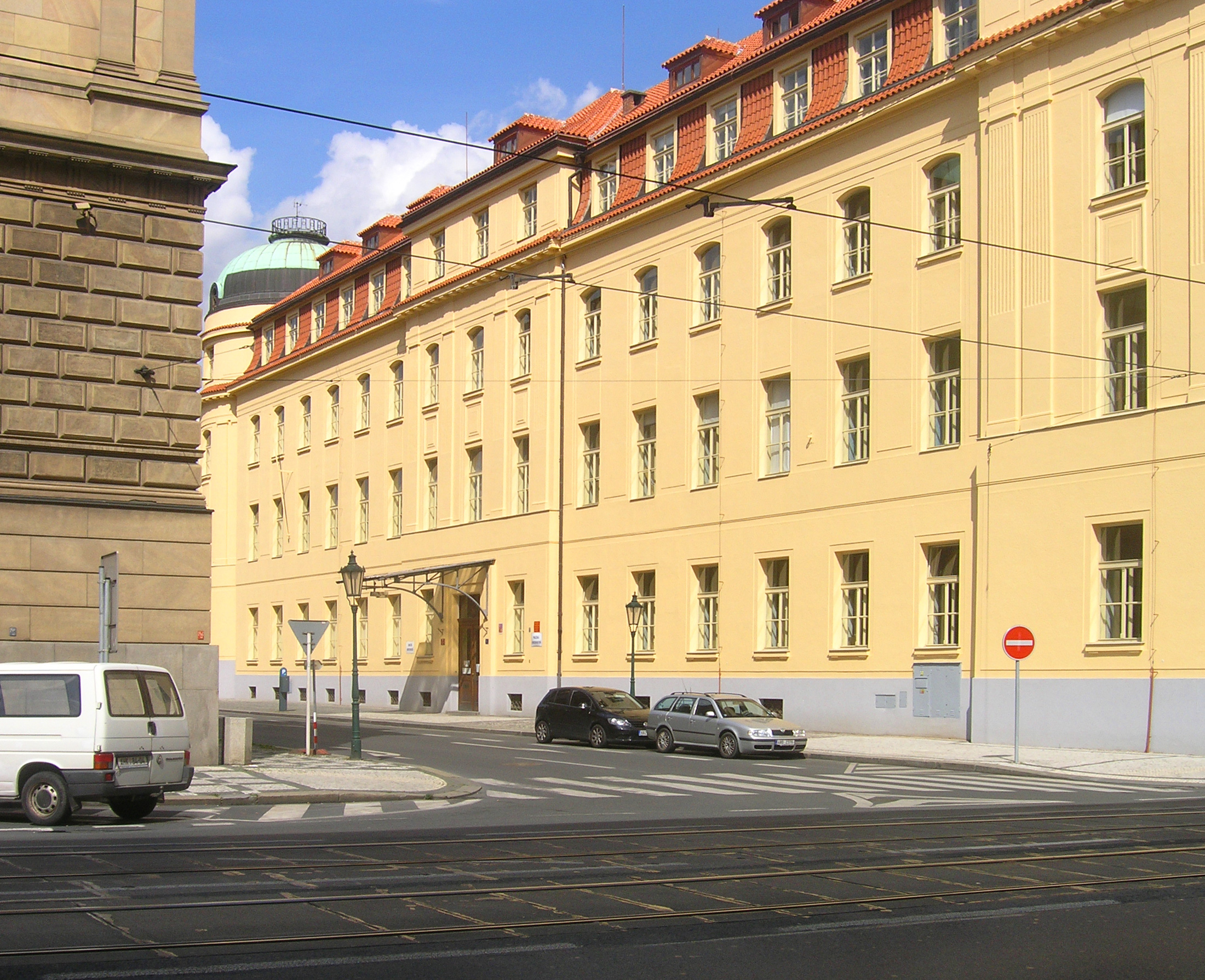
ساختمان اصلیِ هنرستان موسیقی پراگ

هنرستان موسیقی پراگ یا کنسرواتوار پراگ (چکی: Pražská konzervatoř) یک مرکز آموزش موسیقی در شهر پراگ جمهوری چک است که در سال ۱۸۰۸ میلادی بنیان‌گذاری شد.
این هنرستان موسیقی توسط اَشراف و ثروتمندان پراگ پایه‌گذاری شد و کلاس‌های درسی‌اش به دلیلِ تأخیر حاصله از جنگ‌های ناپلئونی، از سال ۱۸۱۱ شروع شد و نخستین مدیرش، «بدریخ دیویس وبر» بود.
از سال ۱۸۹۱ میلادی آنتونین دورژاک به این مرکز آموزشی پیوست و رئیس دپارتمان آهنگسازی‌اش شد و بعد مابین سال‌های ۱۹۰۱ تا ۱۹۰۴ به ریاست هنرستان دست یافت و شاگردانی چون یوزف سوک، اسکار ندبال و فرانتس لهار را تربیت کرد.
متقاضیان ورود به این مرکز آموزشی مشهور باید امتحانات ورودی دشوار، دقیق و متعددی را پشت سر بگذارند.